# Бабчук Сергій Анатолійович
Бабчук Сергій Анатолійович (28 листопада 1971, Біляївка, Одеська область — 5 березня 2022, Волноваха) — полковник, учасник російсько-української війни, що загинув у ході російського вторгнення в Україну в 2022 році

## Життєпис
Народився 28 листопада 1971 року в місті Біляївка, Одеської області в сім'ї військовослужбовців.
В 1979 році родина переїхала до міста Гайворон, де Сергій Анатолійович пішов до першого класу ЗОСШ № 5.
В 1989 році закінчив школу та вступив до Свердловського вищого танково-артилерійського училища, яке закінчив у серпні 1992 року.
З вересня 1992 року по липень 1999 року проходив службу в 72-й окремій механізованій бригаді імені Чорних Запорожців в м. Біла Церква на посаді заступника командуючого роти-батальйону з виховної роботи.
Вересень 1999 року — липень 2001 року — слухач Національної академії сухопутних військ імені гетьмана Петра Сагайдачного
З серпня 2001 року по грудень 2005 проходив службу в м. Івано-Франківськ на посаді заступника командира батальйону з виховної роботи. З лютого по жовтень 2005 року був у складі миротворчого контингенту в Республіці Ірак.
З грудня 2005 року продовжував проходити службу в різних військових частинах (в зв'язку з реорганізацією ЗСУ в ті часи), це і м. Тернопіль, м. Дрогобич, м. Мукачево. В 2013 році звільнився з лав ЗСУ за вислугою літ.
В 2017 знову підписав контракт із ЗСУ і вступив до її лав. Проходив службу в військових частинах на Сході нашої країни, учасник АТО всі ці роки. На жаль, під час запеклих боїв 5 березня 2022 року в місті Волноваха, загинув, як Герой, захищаючи нас і Україну від ворога.

## Нагороди
Посмертно нагороджений Орденом Богдана Хмельницького III ступеня.